# Keltonia sulphurea
Keltonia sulphurea är en insektsart som först beskrevs av Reuter 1907.  Keltonia sulphurea ingår i släktet Keltonia och familjen ängsskinnbaggar. Inga underarter finns listade i Catalogue of Life.